# Simplicio (nome)
Simplicio  è un nome proprio di persona italiano maschile.

## Varianti
- Maschili: Semplicio[2]
- Femminili: Simplicia[1], Semplicia[2]

### Varianti in altre lingue
- Basco: Sinplizio
- Bielorusso: Сімпліцый (Simplicyj)
- Bulgaro: Симплиций (Simplicij)
- Catalano: Simplici
- Croato: Simplicije
- Francese: Simplice
- Galiziano: Simplicio
- Greco moderno: Σιμπλίκιος (Simplikios)
- Latino: Simplicius[2]
  - Femminili: Simplicia[2]
- Macedone: Симплициј (Simplicij)
- Polacco: Symplicjusz, Symplicy
- Portoghese: Simplício
- Rumeno: Simpliciu
- Russo: Симплиций (Simplicij)
- Sloveno: Simplicij
- Spagnolo: Simplicio
- Ucraino: Сімпліцій (Simplicij)
- Ungherese: Szimpliciusz

## Origine e diffusione
Continua il nome latino Simplicius; è basato sul latino simplex ("semplice"); nell'interpretazione di "povero di spirito", è un nome augurale tipicamente cristiano. Da Simplicius deriva il patronimico Simplicianus (cioè Simpliciano).

## Onomastico
L'onomastico si può festeggiare in memoria di più santi, alle date seguenti:
- 11 febbraio, san Simplicio, vescovo di Vienne[4]
- 10 marzo, san Simplicio, papa[4]
- 29 marzo, san Simplicio, abate di Montecassino[4]
- 15 maggio, san Simplicio, vescovo di Olbia e martire sotto Diocleziano[4]
- 18 giugno, san Simplicio, eremita a Karden con il padre e il fratello[4]
- 21 giugno, san Simplicio, vescovo di Bourges[4]
- 24 giugno, san Simplicio, vescovo di Autun[4]
- 29 luglio, san Simplicio, martire con i santi Viatrice, Rufo e Faustino a Roma[4]
- 12 agosto, san Simplicio, vescovo di Vercelli[4]
- 26 agosto, san Simplicio, martire con i figli Costanzo e Vittoriano a Celano sotto Antonino Pio[4]
- 20 novembre, san Simplicio, vescovo di Verona[4]
- 18 dicembre, san Simplicio, martire con altri compagni in Africa[4]

## Persone

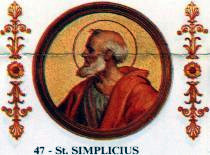
Papa Simplicio

- Papa Simplicio, papa della Chiesa cattolica
- Simplicio, filosofo e matematico bizantino
- Simplicio Regino, politico bizantino
- Simplicio di Olbia, vescovo e santo italiano

## Letteratura
- Simplicio è uno dei tre protagonisti del Dialogo sopra i due massimi sistemi del mondo di Galileo Galilei.
- Simplicius Simplicissimus è un personaggio del romanzi di Hans Jakob Christoffel von Grimmelshausen L'avventuroso Simplicissimus.